# Dopefish
Dopefish ("dope" er det engelske ord for fæ) er et fiktivt væsen, der dukker op i computerspillet Commander Keen: Secret of the Oracle. Den er skabt af Tom Hall fra Apogee Software. Den har fået det videnskabelige navn Pisces swimeatus.
En Dopefish er kendt som det næstdummeste væsen i galaksen (denne titel er en intertekstuel reference til væsnet Ravenous Bugblatter Beast of Traal fra bogen Håndbog for vakse galakseblaffere' (Hitchhiker's Guide to the Galaxy) af Douglas Adams.) En Dopefish er meget stor og grøn, den har gigatiske fortænder og er skeløjet
Tankegangen hos en dopefish er meget begrænset. Det eneste den tænker er "swim, swim, hungry!"
Den har også en ustoppelig appetit, og den æder alt det, den kan komme i nærheden af.
Dopefish er meget tit blevet brugt og misbrugt som easter egg i mange computerspil. Den bliver ofte nævnt med teksten: "Dopefish Lives!"